# Día Internacional de la Beneficencia
El Día Internacional de la Beneficencia es una jornada que se celebra anualmente el 5 de septiembre desde 2013, fue promulgada por la Asamblea General de la ONU en 2012.

## Proclamación
El Día Internacional de la Beneficencia fue proclamado por la Asamblea General de las Naciones Unidas el 17 de diciembre de 2012, a iniciativa de Hungría. La resolución fue adoptada por consenso y copatrocinada por 44 Estados miembros, representando las cinco regiones de las Naciones Unidas. El objetivo de esta proclamación es reconocer el papel de la caridad en la mitigación del sufrimiento humano, así como en la promoción del diálogo, la solidaridad y la comprensión mutua entre las personas. Su designación busca crear una plataforma universal para aumentar la visibilidad de la caridad, organizar eventos especiales, crear sinergias y aumentar el apoyo público.

## Celebración
Este día se celebra el 5 de septiembre. La fecha fue elegida para conmemorar el aniversario del fallecimiento de la Madre Teresa de Calcuta, quien dedicó su vida a ayudar a los más pobres y recibió el Premio Nobel de la Paz en 1979. La primera celebración oficial del día se llevó a cabo en 2013. Desde entonces, se realizan diversas actividades y eventos para promover la beneficencia y la solidaridad global. En su declaración introductoria, el Sr. Csaba Kőrösi, Representante Permanente de Hungría ante la ONU, destacó que la caridad contribuye a la creación de sociedades inclusivas y resilientes, aliviando los peores efectos de las crisis humanitarias y complementando los servicios públicos.